# Ровен Аткінсон
Сер Рóвен Себастьян А́ткінсон (англ. Rowan Sebastian Atkinson; нар. 6 січня 1955, Консетт, Дарем, Велика Британія) — англійський актор, комік, сценарист і продюсер.
Широко відомий і популярний у світі завдяки головній ролі в комедійному телесеріалі «Містер Бін» (англ. «Mr. Bean»). В Україні[джерело?] відомий також завдяки ролі Едмунда Блекеддера в серіалі «Чорна гадюка». На початку своєї кінокар'єри Аткінсон зіграв епізодичну роль у фільмі про Джеймса Бонда «Ніколи не кажи ніколи» англ. «Never Say Never Again») з Шоном Коннері. 20 років по тому він зіграв уже головну роль у кінопародії на Бондіану — «Джонні Інгліш».

## Початок біографії
Народився в місті Консетт, (Англія), у родині фермера, підприємця і директора компанії Еріка Аткінсона (Eric Atkinson) та його дружини Ели-Мей (Ella May), уродженої Бейнбрідж (Bainbridge). Ровен — наймолодший з чотирьох синів. Його брати Пол (Paul), котрий помер немовлям, Родні (Rodney) та Руперт (Rupert). Ровен виховувався у християнських англіканських традиціях. У дитинстві відвідував початкову школу півчих при кафедральному соборі Дарема (Durham Choristers School), де грав у постановах шкільного театру. Потім навчався у середній школі містечка Сент-Біз (St. Bees School) у графстві Камбрія. За фахом «інженер-електрик» (Королівський коледж Оксфордського університету, який за 20 років до цього закінчив його батько). Пізніше, 2006 року, цей коледж надав Ровену Аткінсону звання почесного науковця коледжу.
Протягом навчання в Оксфорді, Аткінсон виступав у театрі Оксфордського університетського драматичного товариства, в Оксфордському Ревю та в експериментальному театр-клубі. Також він зустрів письменника Річарда Кертіса і композитора Говарда Гудола, з якими він продовжує співпрацювати упродовж своєї кар'єри.

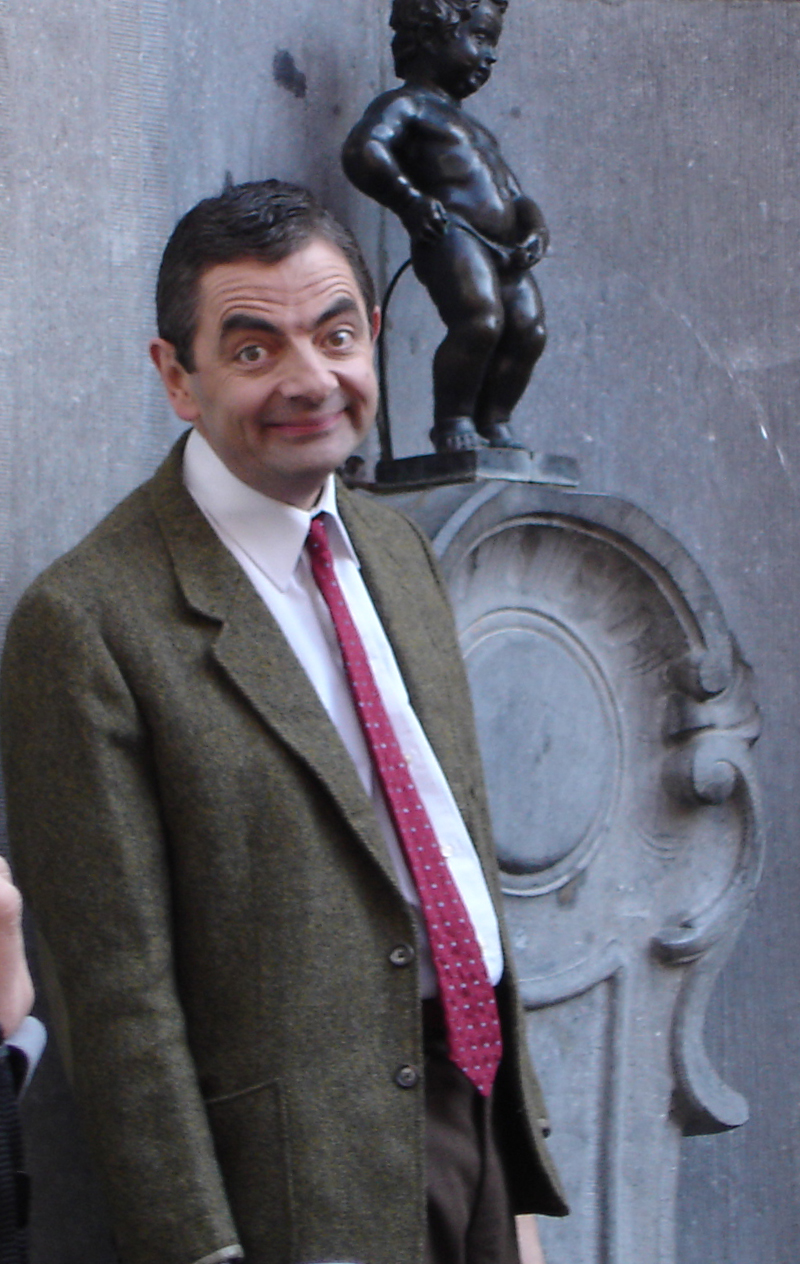
Ровен Аткінсон у ролі Містера Біна

## Містер Бін
Найважливішим творчим досягненням Аткінсона в 90-х роках — і одночасно головним джерелом його світової слави є короткі фільми-скетчі з елементами пантоміми про «Містера Біна». Вони набули величезної популярності завдяки вигадливості автора — актора. Його персонаж, міський одинак-ексцентрик, завжди потрапляє у скрутне становище через свій невгамовний характер. На запитання кіножурналіста, як йому вдається моделювати поведінку свого героя в різних ситуаціях, Ровен Аткінсон відповів: «Я завжди уявляю його дев'ятирічним хлопчиком».
Граючи ці ролі, актор майже не розмовляє, він грає майже винятково своїм тілом і мімікою, тими засобами виразності, які характеризують тілесну комедію (physical comedy).
До кінця 1995 року було зроблено 15 півгодинних телевізійних фільмів. 1997 року було створено повнометражний фільм «Бін» (1997), у якому герой їде до США. Десять років по тому з'явився другий фільм «Містер Бін на відпочинку» (2007). У розповідях про ці кінострічки Аткінсон заявив, що йому щораз важче грати цю роль, адже вона вимагає великої пластики тіла, тому розглядав ці фільми як своєрідне прощання зі своїм героєм.

## Інші шоу-проекти та вистави
- Взяв участь у церемонії відкриття Олімпійських ігор 2012 у Лондоні в ролі музики-клавішника великого оркестру.

## Приватне життя

### Сімейне життя
Ровен Аткінсон раніше був у відносинах з англійською акторкою Леслі Еш (нар. 1960). Наприкінці 1980-х він вперше зустрів Сунетру Шастрі, яка тоді працювала візажисткою BBC, і з якою він одружився в лютому 1990 року. У них двоє дітей, дочка Лілі (акторка), і син Бенджамін. У лютому 2014 року Аткінсон подав на розлучення з Шастрі, а 10 листопада 2015 року пару розлучили за 65 секунд. Причиною розлучення 60-річного «містера Біна» стала наполовину молодша від нього 32-річна акторка Луїза Форд, з якою він познайомився, коли грав у одній п’єсі.

## Захоплення та хобі
Колекціонує автомобілі. Виступає в аматорських автоперегонах. Постійний автор британських автомобільних журналів і гість телевізійної передачі Top Gear.

## Цікавинки
- У школі навчався в одному класі з колишнім прем'єр-міністром Великої Британії Тоні Блером.[3]
- На його честь названо астероїд 19535 Роуенаткінсон[4].

## Фільмографія
- 1981 — The Secret Policeman's Other Ball
- 1983 — Dead on Time
- 1983 — Ніколи не кажи ніколи / Never Say Never Again
- 1983–1989 — «Чорна гадюка» (телесеріал) / Blackadder
- 1989 — The Appointments of Dennis Jennings
- 1989 — «Довгов'язий» / The Tall Guy
- 1989 — «Відьми» / The Witches
- 1990–1995 — «Містер Бін» (телесеріал) / Mr. Bean
- 1993 — «Гарячі голови! Частина 2» / Hot Shots! Part Deux
- 1994 — «Чотири весілля і похорон» / Four Weddings and а Funeral
- 1994 — «Король-лев» / The Lion King
- 1995–1996 — Тонка блакитна лінія (телесеріал) / The Thin Blue Line
- 1997 — «Бін» / Bean
- 1999 — Доктор Хто і Проклін Неминучої Смерті / Doctor Who and the Curse of Fatal Death
- 2000 — «Все можливо, бейбі» / Maybe Baby
- 2001 — «Щурячі перегони» / Rat Race
- 2002 — «Скубі-Ду» / Scooby-Doo
- 2003 — «Джоні Інгліш» / Johnny English
- 2003 — «Реальна любов» / Love Actually
- 2005 — «Анічичирк» / Keeping Mum
- 2007 — «Містер Бін на відпочинку» / Mr. Bean's Holiday
- 2011 — «Агент Джонні Інгліш: Перезапуск» / Johnny English Reborn
- 2016–2017 «Мегре» / «Maigret» (телесеріал)
- 2018 — «Агент Джонні Інгліш: Нова місія» / Johnny English Strikes Again
- 2022 — «Людина проти бджоли» / Man vs. Bee